# La Nueva Religión Tour
La Nueva Religión Tour fue la primera gira de conciertos del cantante Bad Bunny, la cual recorrió Latinoamérica, Norteamérica y Europa entre febrero y noviembre de 2018, comenzó en Ciudad de Guatemala el 16 de febrero de 2018 y finalizó en San José el 25 de noviembre de 2018.

## Fechas
| Fecha                    | Ciudad                 | País           | Recinto                              | Espectadores              | Recaudación   |
| Latinoamérica            | Latinoamérica          | Latinoamérica  | Latinoamérica                        | Latinoamérica             | Latinoamérica |
| ------------------------ | ---------------------- | -------------- | ------------------------------------ | ------------------------- | ------------- |
| 16 de febrero de 2018    | Ciudad de Guatemala    | Guatemala      | Explanada Cardales de Cayala         |                           |               |
| 17 de febrero de 2018    | San Salvador           | El Salvador    | Anfiteatro Álvaro Torres             |                           |               |
| 23 de febrero de 2018    | Managua                | Nicaragua      | Polideportivo Alexis Argüello        |                           |               |
| 24 de febrero de 2018    | Tegucigalpa            | Honduras       | Nacional de Ingenieros Coliseum      |                           |               |
| Norteamérica             |                        |                |                                      |                           |               |
| 28 de febrero de 2018    | Nueva York             | Estados Unidos | United Palace                        | 9.931 / 9.931             | $985,400      |
| 1 de marzo de 2018       | Nueva York             | Estados Unidos | United Palace                        | 9.931 / 9.931             | $985,400      |
| 2 de marzo de 2018       | Nueva York             | Estados Unidos | United Palace                        | 9.931 / 9.931             | $985,400      |
| 3 de marzo de 2018       | Hidalgo                | Estados Unidos | State Farm Arena                     | 5.655 / 5.655             | $505,439      |
| 4 de marzo de 2018       | Austin                 | Estados Unidos | City Coliseum                        | 4.513 / 4.513             | $263,840      |
| 9 de marzo de 2018       | Phoenix                | Estados Unidos | Comerica Theatre                     | 4.390 / 4.390             | $418,268      |
| 10 de marzo de 2018      | Las Vegas              | Estados Unidos | The Cosmopolitan of Las Vegas        | 2.485 / 2.485             | $240,127      |
| 11 de marzo de 2018      | Houston                | Estados Unidos | Smart Financial Centre at Sugar Land | 6.286 / 6.286             | $492,200      |
| 15 de marzo de 2018      | Reading                | Estados Unidos | Santander Arena                      | 3.832 / 3.832             | $307,832      |
| 16 de marzo de 2018      | Chicago                | Estados Unidos | Allstate Arena                       | 13,152 / 13.152           | $1,030,374    |
| 17 de marzo de 2018      | Kansas City            | Estados Unidos | Arvest Bank Theatre                  | 2.280 / 2.280             | $209,143      |
| 22 de marzo de 2018      | Dallas                 | Estados Unidos | Verizon Theatre                      | 4.947 / 5.011             | $450,418      |
| 23 de marzo de 2018      | El Paso                | Estados Unidos | El Paso County Coliseum              | 3.895 / 4.300             | $289,215      |
| 24 de marzo de 2018      | Odessa                 | Estados Unidos |                                      |                           |               |
| 25 de marzo de 2018      | Laredo                 | Estados Unidos | Laredo Energy Arena                  | 5.305 / 5.305             | $398,066      |
| 19 de abril de 2018      | Sacramento             | Estados Unidos | Golden 1 Center                      | 4.734 / 6.581             | $281,093      |
| 20 de abril de 2018      | San José               | Estados Unidos | SAP Center                           | 10.094 / 10.094           | $795,841      |
| 21 de abril de 2018      | Santa Ana              | Estados Unidos | The Observatory                      |                           |               |
| 22 de abril de 2018      | Los Ángeles            | Estados Unidos | The Forum                            | 12.288 / 12.288           | $1,106,567    |
| 27 de abril de 2018      | Uncasville             | Estados Unidos | Mohegan Sun Arena                    | 7.905 / 7.905             | $537,130      |
| 28 de abril de 2018      | Miami                  | Estados Unidos | AmericanAirlines Arena               | 13.730 / 13.730           | $1,123,958    |
| 29 de abril de 2018      | Orlando                | Estados Unidos | Amway Center                         | 11.984 / 11.984           | $859,902      |
| Latinoamérica            |                        |                |                                      |                           |               |
| 5 de abril de 2018       | León                   | México         | Feria León                           |                           |               |
| 6 de abril de 2018       | Tijuana                | México         | Museo Interactivo el Trompo          |                           |               |
| 7 de abril de 2018       | Mexicali               | México         | El Califa                            |                           |               |
| 12 de abril de 2018      | Puebla                 | México         | Teatro del Pueblo                    |                           |               |
| 13 de abril de 2018      | Ciudad de México       | México         | Auditorio Nacional                   |                           |               |
| 14 de abril de 2018      | Monterrey              | México         | Arena Monterrey                      |                           |               |
| 5 de mayo de 2018        | San Juan               | Puerto Rico    | Centro de Convenciones               |                           |               |
| 11 de mayo de 2018       | Santiago               | Chile          | Movistar Arena                       | 14.654 / 14.974           | $664,923      |
| 12 de mayo de 2018       | Buenos Aires           | Argentina      | Luna Park                            |                           |               |
| 13 de mayo de 2018       | Buenos Aires           | Argentina      | Luna Park                            |                           |               |
| 14 de mayo de 2018       | Buenos Aires           | Argentina      | Luna Park                            |                           |               |
| 17 de mayo de 2018       | Córdoba                | Argentina      | Plaza de la música                   |                           |               |
| 18 de mayo de 2018       | Rosario                | Argentina      | Metropolitano Rosario                |                           |               |
| 19 de mayo de 2018       | La Plata               | Argentina      | Estadio Atenas                       |                           |               |
| 23 de mayo de 2018       | Mendoza                | Argentina      | Arena Maipú                          |                           |               |
| 24 de mayo de 2018       | Tucumán                | Argentina      | Club Atlético Central Córdoba        |                           |               |
| 25 de mayo de 2018       | Corrientes             | Argentina      | Anfiteatro Cocomarola                |                           |               |
| 27 de mayo de 2018       | Montevideo             | Uruguay        | Teatro de Verano                     |                           |               |
| 31 de mayo de 2018       | Quito                  | Ecuador        | Coliseo General Rumiñahui            |                           |               |
| 1 de junio de 2018       | Guayaquil              | Ecuador        | Centro de Convenciones de Guayaquil  |                           |               |
| 2 de junio de 2018       | Cuenca                 | Ecuador        | Coliseo Jefferson Perez Quezada      |                           |               |
| 23 de junio de 2018      | Santa Cruz             | Bolivia        | Estadio Real Santa Cruz              |                           |               |
| Europa                   |                        |                |                                      |                           |               |
| 13 de julio de 2018      | Badajoz                | España         | Campo Fútbol Puebla De La Calzada    |                           |               |
| 13 de julio de 2018      | Sevilla                | España         | Auditorio Rocío Jurado               |                           |               |
| 14 de julio de 2018      | Madrid                 | España         | WiZink Center                        |                           |               |
| 15 de julio de 2018      | Málaga                 | España         | Marenostrum Castle Park              |                           |               |
| 19 de julio de 2018      | Benidorm               | España         | Estadio Municipal Guillermo Amor     | Festival                  | Festival      |
| 20 de julio de 2018      | Valencia               | España         | Audotorio Marina Sur                 |                           |               |
| 23 de julio de 2018      | Gijón                  | España         | Parque Hermanos Castro               |                           |               |
| 24 de julio de 2018      | Santiago de Compostela | España         | Multiusos Fontes do Sar              |                           |               |
| 26 de julio de 2018      | Las Palmas             | España         | Gran Canaria Arena                   |                           |               |
| 27 de julio de 2018      | Tenerife               | España         | Amarilla Golf                        | Festival                  | Festival      |
| 28 de julio de 2018      | Barcelona              | España         | Parque del Fórum                     | Festival                  | Festival      |
| 30 de julio de 2018      | Milán                  | Italia         | Parcheggio ATM                       | Festival                  | Festival      |
| 31 de julio de 2018      | Zúrich                 | Suiza          | Samsung Hall                         | Festival                  | Festival      |
| 3 de agosto de 2018      | Estepona               | España         | Recinto Ferial                       | Festival                  | Festival      |
| 4 de agosto de 2018      | Londres                | Inglaterra     | Brixton Academy                      |                           |               |
| 5 de agosto de 2018      | Burriana               | España         | Arena Beach                          | Festival                  | Festival      |
| Norteamérica y Colombia  |                        |                |                                      |                           |               |
| 10 de agosto de 2018     | Montreal               | Canadá         | Olympia de Montréal                  |                           |               |
| 11 de agosto de 2018     | Toronto                | Canadá         | Rebel Toronto                        |                           |               |
| 16 de agosto de 2018     | Washington D.C         | Estados Unidos | EagleBank Arena                      | 5.713 / 5.713             | $502,941      |
| 17 de agosto de 2018     | Boston                 | Estados Unidos | Agganis Arena                        | 6,083 / 6.083             | $545,236      |
| 18 de agosto de 2018     | Newark                 | Estados Unidos | Prudential Center                    | 10.830 / 10.830           | $1,067,115    |
| 24 de agosto de 2018     | Tucson                 | Estados Unidos |                                      |                           |               |
| 25 de agosto de 2018     | San Diego              | Estados Unidos | Valley View Casino Center            | 6.231 / 6.879             | $492,783      |
| 26 de agosto de 2018     | Oakland                | Estados Unidos | Oracle Arena                         | 6.591 / 6.591             | $533,766      |
| 30 de agosto de 2018     | Houston                | Estados Unidos | Smart Financial Centre               | 6.284 / 6.284             | $572,344      |
| 31 de agosto de 2018     | Salt Lake City         | Estados Unidos |                                      |                           |               |
| 1 de septiembre de 2018  | Denver                 | Estados Unidos | Bellco Theatre                       |                           |               |
| 6 de septiembre de 2018  | Seattle                | Estados Unidos |                                      |                           |               |
| 7 de septiembre de 2018  | Fresno                 | Estados Unidos |                                      |                           |               |
| 8 de septiembre de 2018  | Bakersfield            | Estados Unidos |                                      |                           |               |
| 9 de septiembre de 2018  | Ontario                | Estados Unidos |                                      |                           |               |
| 15 de septiembre de 2018 | Medellín               | Colombia       | Centro De Eventos La Macarena        |                           |               |
| 20 de septiembre de 2018 | Cleveland              | Estados Unidos |                                      |                           |               |
| 21 de septiembre de 2018 | San Antonio            | Estados Unidos |                                      |                           |               |
| 23 de septiembre de 2018 | Minneapolis            | Estados Unidos |                                      |                           |               |
| 27 de septiembre de 2018 | Omaha                  | Estados Unidos |                                      |                           |               |
| 28 de septiembre de 2018 | Detroit                | Estados Unidos |                                      |                           |               |
| 29 de septiembre de 2018 | Milwaukee              | Estados Unidos |                                      |                           |               |
| 30 de septiembre de 2018 | Nashville              | Estados Unidos |                                      |                           |               |
| Latinoamérica            |                        |                |                                      |                           |               |
| 12 de octubre de 2018    | Monterrey              | México         | Arena Monterrey                      |                           |               |
| 13 de octubre de 2018    | Ciudad de México       | México         | Arena Ciudad de México               |                           |               |
| 14 de octubre de 2018    | Ciudad Juárez          | México         | Estadio de Baseball Juárez Vive      |                           |               |
| 19 de octubre de 2018    | Guadalajara            | México         | Calle 2                              |                           |               |
| 20 de octubre de 2018    | Rosarito               | México         | N/A                                  | Festival                  | Festival      |
| 21 de octubre de 2018    | Hermosillo             | México         | Centro de Usos Múltiples (CUM)       |                           |               |
| 26 de octubre de 2018    | Bogotá                 | Colombia       | Gran Carpa de las Américas           |                           |               |
| 27 de octubre de 2018    | Cali                   | Colombia       | Diamante de Béisbol Cali             |                           |               |
| 1 de noviembre de 2018   | Santa Cruz             | Bolivia        | Estadio Real Santa Cruz              |                           |               |
| Norteamérica             |                        |                |                                      |                           |               |
| 8 de noviembre de 2018   | Atlanta                | Estados Unidos | State Farm Arena                     |                           |               |
| 9 de noviembre de 2018   | Greensboro             | Estados Unidos | Greensboro Coliseum Complex          |                           |               |
| 11 de noviembre de 2018  | Lexington              | Estados Unidos |                                      |                           |               |
| 23 de noviembre de 2018  | Milwaukee              | Estados Unidos | The Rave / Eagles Club               | 2.933 / 2.933             | $245,582      |
| Latinoamérica            |                        |                |                                      |                           |               |
| 25 de noviembre de 2018  | San José               | Costa Rica     | El Tajo: Parque Diversiones          |                           |               |
| Total                    | Total                  | Total          | Total                                | 186.725 / 190.009 (98,2%) | $14.919.503   |

## Conciertos Cancelados o Reprogramados
| Fecha                 | Ciudad   | País   | Recinto     | Motivo                                                                               |
| --------------------- | -------- | ------ | ----------- | ------------------------------------------------------------------------------------ |
| 11 de octubre de 2018 | Culiacán | México | Foro Tecate | Cancelado debido debido a las afectaciones por lluvias ocurridas en días anteriores. |